# Distrito Capital (Venezuela)
O Distrito Capital (antigamente chamado Distrito Federal) é uma das 24 entidades federais da Venezuela, tendo um estatuto igual ao dos diferentes estados do país. Em seu território de 433km² está localizada parte da capital da Venezuela, Caracas. A população em 2004 era de 2,073,768. O distrito faz fronteira com os estados de Vargas e Miranda.

## Governo
No passado, o distrito possuía seu próprio governo local com um governador, mas a reforma constitucional de 1999 aboliu o governo distrital e criou em seu lugar o Distrito Metropolitano de Caracas, com uma jurisdição sobre o território do distrito e também quatro municípios adjacentes (Baruta, Chacao, el Hatillo e Sucre) em Miranda, todos juntos formando a cidade.
Em 13 de abril de 2009, a Assembleia Nacional da Venezuela passou uma lei criando a figura de um chefe de governo para o distrito que seria designado pelo presidente. Durante os protestos na Venezuela, o general Antonio José Benavides Torres, da Guarda Nacional, foi nomeado chefe de governo do distrito capital pelo presidente Nicolás Maduro.

## População

### Raça e etnia
De acordo com o censo de 2011, a composição racial da população era:
| Raça       | População | %    |
| ---------- | --------- | ---- |
| Branco     | 1,079,892 | 51.2 |
| Mestiço    | –         | 44.3 |
| Negro      | 69,602    | 3.3  |
| Outra raça | –         | 1.2  |

## Definição territorial e administrativa
Libertador é o único município desde 1999 do Distrito Capital.